# The Liberty Bell
The Liberty Bell – marsz wojskowy skomponowany przez Johna Philipa Sousę w 1893 roku, w latach 70. wykorzystany jako podkład muzyczny w czołówce i tyłówce Latającego cyrku Monty Pythona.
"The Liberty Bell" był wcześniej grany przez orkiestrę Buckingham Palace, po emisji serialu wybrano do jej repertuaru inny marsz.